# 格鲁美猎物禁猎区
格鲁美猎物禁猎区（Grumeti Game Reserve）是坦桑尼亚的一个猎物禁猎区，位于塞伦盖蒂国家公园西部，建立于1993年，猎物禁猎区面积411km²。富豪保罗·都铎·琼斯于2003年在此地建立保护区，面积约14万公顷，并在此地建立沙沙克万山顶小屋 。

## 參看
- 格魯美地河